# Steve McDonald
Steven James "Steve" McDonald, es un personaje ficticio de la serie de televisión británica Coronation Street, interpretado por el actor Simon Gregson desde el 6 de diciembre del 1989, hasta ahora.